# Pierre-Yves Polomat
Pierre-Yves Polomat (Fort-de-France, 27 dicembre 1993) è un calciatore francese, difensore svincolato.

## Carriera

### Club
Nato a Martinica, cresce in due club dilettantistici: il Club Péléen e l'Essor Préchotin. Notato da un osservatore del Marsiglia, nel 2008 si trasferisce al club biancazzurro. Nel 2010 passa alle giovanili del Saint-Étienne.
Il 16 marzo 2018, durante la 30ª giornata di Ligue 2 contro il Quevilly-Rouen, viene espulso all'81º minuto di gioco per aver litigato ed essere venuto alle mani con il compagno di squadra Michaël Barreto, anche lui espulso..

### Nazionale
Partecipa con la nazionale francese ai Mondiali Under-20 del 2013, giocando nella partita vinta 4-0 contro l'Uzbekistan nei quarti di finale e nella finale vinta 4-1 ai rigori contro l'Uruguay.

## Palmarès

### Nazionale
- Campionato mondiale Under-20: 1

Turchia 2013